# Teratoppia minor
Teratoppia minor är en kvalsterart som beskrevs av Wallwork 1961. Teratoppia minor ingår i släktet Teratoppia och familjen Teratoppiidae. Inga underarter finns listade i Catalogue of Life.